# Srpska Liga Istok
Die Srpska liga Istok (serbisch-kyrillisch Српска лига Исток; serbisch für „Serbische Liga Ost“, auch Srpska liga - grupa Istok, Српска лига - група  Исток; „Serbische Liga - Gruppe Ost“) ist eine der vier Sektionen der Srpska liga, Serbiens dritter Fußballliga. Die Mannschaften aus dem Osten des Landes sind in dieser Sektion eingeteilt. Die anderen Sektionen sind die Srpska liga Beograd, Srpska liga Vojvodina und Srpska liga Zapad.